# Budrovac
Budrovac falu Horvátországban Kapronca-Kőrös megyében. Közigazgatásilag Szentgyörgvárhoz tartozik.

## Fekvése
Szentgyörgyvártól 7 km-re délre a Bilo-hegység északi lejtőin fekszik.

## Története
1857-ben 683, 1910-ben 1077 lakosa volt. Trianonig Belovár-Kőrös vármegye Szentgyörgyi járásához tartozott. 2001-ben 444 lakosa volt. 

## Nevezetességei
A Nagyboldogasszony tiszteletére szentelt római katolikus plébániatemploma. Egyhajós, historikus épület a négyszögletes hajónál szűkebb, sokszög záródású szentéllyel, mellette a sekrestye a déli oldalon található, a harangtorony pedig a nyugati homlokzaton magasodik. A templom 1896-ban épült. A szentély vonalában téglalap alakú kápolnákkal bővítették, így kapta latin kereszt alaprajzát. A belső teret síkmennyezet borítja, és a hajó oldalfalain, valamint a kápolnákban elhelyezett félkörös záródású ablakpár világítja meg. A kórus a sarkokban elhelyezett, ferde vonalú oszlopokon nyugszik, és fakorlát határolja.